# Proamytta sincera
Proamytta sincera är en insektsart som beskrevs av Max Beier 1965. Proamytta sincera ingår i släktet Proamytta och familjen vårtbitare. Inga underarter finns listade i Catalogue of Life.